# Mariano Barroso
Mariano Barroso Ayats (Barcelona, 26 de diciembre de 1959) es un director, guionista y productor de cine español; ganador de tres Premios Goya.  Además fue presidente de la Academia de las Artes y las Ciencias Cinematográficas de España (AACCE) desde 2018 hasta 2022.

## Formación y docencia
Estudió dirección cinematográfica en el American Film Institute y en el Instituto Sundance, y dirección teatral en el Teatro Español de Madrid y en el Laboratorio William Layton.
Alterna la dirección de cine con su actividad como docente. Entre otros, ha sido jefe de la Cátedra de Dirección de la Escuela de Cine de Cuba (EICTV), Coordinador de Dirección en el Centro de Estudios de la Ciudad de la Luz y Coordinador de Dirección en la Escuela de Cinematografía y del Audiovisual de la Comunidad de Madrid, ECAM.

## Filmografía
En 1993 dirige y coescribe su primer largometraje Mi hermano del alma, protagonizado por Juanjo Puigcorbé, Carlos Hipólito y Lydia Bosch. La película se estrena en el Festival de Berlín y recibe los premios Goya al mejor director novel, el premio Sant Jordi, y el Globo de cristal en el Festival Internacional de Cine de Karlovy Vary, entre otros.
En 1994 dirige para Antena 3 la película Lucrecia, protagonizada por Carmen Elías, Jaume Valls, Pepe Sancho y Juan Diego Botto, entre otros.
Éxtasis (1995), protagonizada por Javier Bardem y Federico Luppiloe presenta en el Festival de Berlín, más tarde en los de Londres, Washington, etc., y recibe el premio a la mejor película del año de la Asociación de Críticos del Espectáculo de Nueva York. En 1999 dirige y coproduce Los lobos de Washington, protagonizada por Javier Bardem y Eduard Fernández. La película recibe premios a la mejor dirección e interpretación en el Festival de cine de Toulouse y varias nominaciones.
En el 2000 dirige Kasbah, protagonizada por Ernesto Alterio, Natalia Verbeke y José Sancho.
En el 2001 dirige para la TV norteamericana En el tiempo de las mariposas, producida por MGM y Showtime e interpretada por Salma Hayek, Marc Anthony, Edward J. Olmos y Mia Maestro. En 2005 dirige Hormigas en la boca, con Eduard Fernández, Ariadna Gil y Jorge Perugorría. Recibe los premios Especial del Jurado y al Mejor Actor en el Festival de Málaga.
En 2007 dirige uno de los episodios de Invisibles, producida por Javier Bardem y Médicos Sin Fronteras. Recibe el Premio Goya al mejor documental. En 2012 estrena Lo mejor de Eva, protagonizado por Leonor Watling y Miguel Ángel Silvestre.
En 2013 dirige y coescribe Todas las mujeres, protagonizada por Eduard Fernández, Nathalie Poza, Petra Martínez, María Morales, Marta Larralde, Lucía Quintana y Michelle Jenner. La película recibe el Premio Goya al Mejor Guion adaptado, el Premio a la Mejor Película de Días de Cine, y su protagonista ha sido reconocido con numerosos premios.
En enero de 2018 rueda para Movistar+ la serie El día de mañana basada en la novela homónima de Ignacio Martínez de Pisón y protagonizada por Oriol Pla, Aura Garrido, Jesús Carroza, etc. En 2019, Criminal, Spainñana   para Netflix, con Emma Suárez, Carmen Machi, Eduard Fernández, etc. Y para Movistar+, La línea invisible, con Antonio de la Torre, Alex Monner, Asier Etxeandía, etc.

### Largometrajes
- Mi hermano del alma (1993)
- Lucrecial (para TV) (1994)
- Éxtasis (1995)
- Los lobos de Washington (1999)
- Kasbah (2000)
- In the time of the butterflies (2001)
- Hormigas en la boca (2005)
- Lo mejor de Eva (2012)
- Todas las mujeres (2013)

### Televisión
- El día de mañana (2018)
- Criminal (2019)
- La línea invisible (2020)[10]
- 2023 Los Farad, serie de TV de 8 capítulos

## Teatro
En teatro dirige las siguientes obras:
- El hombre elefante, de B. Pomerance, con Ana Duato y Pere Ponce
- Closer, de Patrick Marber, con Belén Rueda y José Luis García Pérez
- Recortes, con Alberto San Juan y Nuria Gallardo

## Carrera en la AACCE
En la Academia de las Artes y las Ciencias Cinematográficas de España fue vicepresidente primero durante la presidencia de Yvonne Blake (2016-2018) y presidente en funciones (9 de abril-9 de junio de 2018). Desde el 9 de junio de 2018, tras ser elegido y ratificado en unas elecciones anticipadas, es el presidente de la AACCE.

## Director de contenido del área de películas para España y Portugal de NETFLIX
En diciembre de 2022 se dio a conocer que sería el director de contenido del área de Películas para España y Portugal.

## Premios

### Premios Goya
- Mejor director novel por Mi hermano del alma (1993)
- Mejor película documental Invisibles (2007)
- Mejor guion adaptado por Todas las mujeres (2013)

### Premios Sant Jordi
- Mi hermano del alma (1993)

- Todas las mujeres (2013)

### Festival Internacional de Cine de Karlovy Vary
- Mi hermano del alma (1994) Premio a la mejor dirección

### Festival de Toulouse
- Los lobos de Washington (1999)  Premio a la mejor dirección e interpretación

### Festival de Málaga
- Hormigas en la boca (2005) Premios Especial del Jurado y al Mejor Actor

### Festival de Cine de Alcalá de Henares
- Me gusta alternar el trabajo con el odio (1985)  Tercer premio Cortometrajes 16 mm